# 高靈朴氏
高靈朴氏，是朝鲜族的朴氏本貫，起源於慶尚北道高靈郡。

## 來歷
高靈朴氏以新羅景明王二王子高陽大君朴彦成為始祖。

## 派閥
- 御史公派
- 副創正公派
- 主簿公派
- 司正公派

## 人物
朴文秀、朴成彬、朴貴姫、朴在鴻、朴相煕、朴榮玉、朴埈弘、朴正熙、朴槿惠、朴槿姈、朴志晚(朴正熙兒子)，李氏朝鮮時代有56人文科及第，2000年人口普查總人口39,239人，佔朴姓總人口1%。